# 巴尔卡尔人
巴爾卡爾人（卡拉恰伊-巴尔卡尔语：單數：малкъар，復數：малкъарла）是高加索地區的突厥語民族之一，與卡巴尔达人在北高加索組成卡巴爾達-巴爾卡爾共和國。語言屬欽察突厥語支，由高加索語與突厥語組成。與克里米亞韃靼人，庫梅克人有關。
他們是4世紀時，出現在北高加索的匈人，可薩人（喀山鞑靼的先祖？克里米亚鞑靼人的先祖？目前这还有争议）與保加尔人後裔。大保加利亞在670年被可薩人擊敗，一支前往巴爾幹半島，一支前往伏爾加河中游，成為伏爾加保加利亞。1944年，斯大林以他們與納粹黨勾結為名，強迫遷往中亞，1957年才能遷回故土。